# Hatay (provincie)

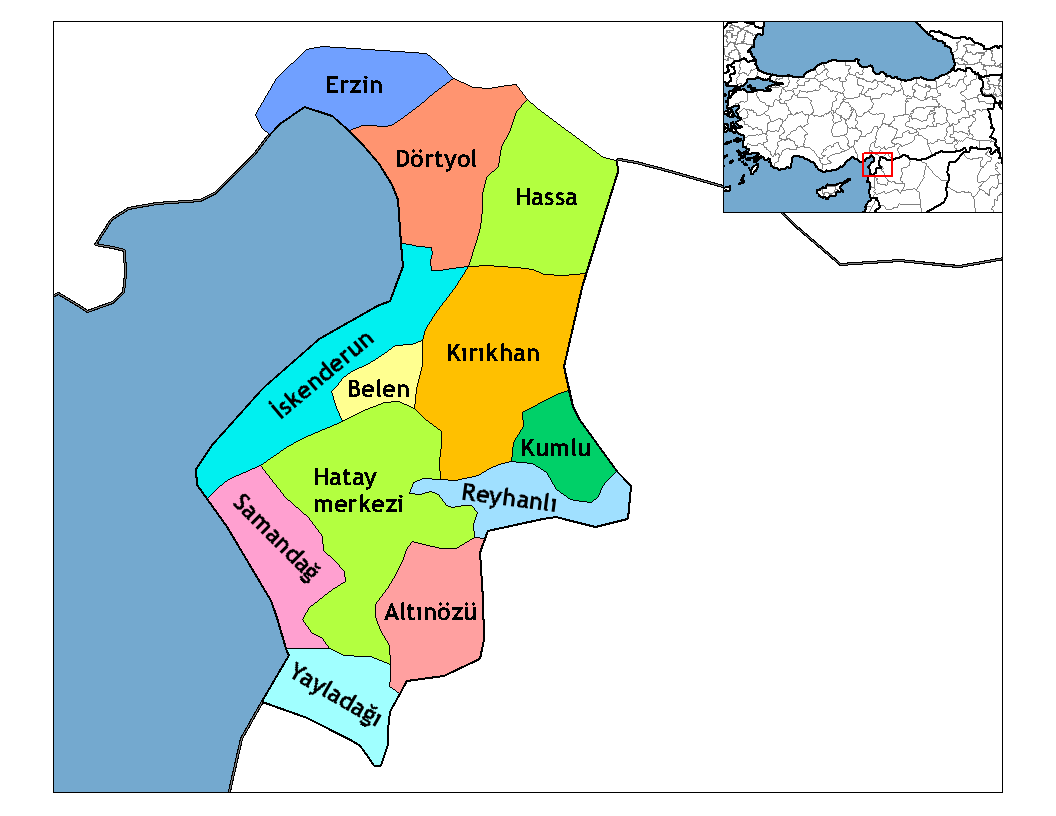
Administrativní členění

Provincie Hatay je turecká provincie na pobřeží Středozemního moře, tvořící nejjižnější výběžek státu. Hraničí na východě se Sýrií a na severu s provinciemi Adana, Osmaniye a Gaziantep. Je součástí Středomořského regionu. Rozloha provincie činí 5 403 km², v roce 2018 zde žilo přes 1,6 milionu obyvatel. Hlavním městem je Antakya (starověká Antiochie), dalším střediskem je přístav İskenderun (Alexandretta).
Jde o jednu z pouhých tří tureckých provincii, které se nejmenují podle svého střediska. Název Hatay má původ v označení národa Chetitů.

## Administrativní členění
Hatayská provincie se administrativně člení na 12 distriktů:
- Antakya
- Altınözü
- Belen
- Dörtyol
- Erzin
- Hassa
- İskenderun
- Kırıkhan
- Kumlu
- Reyhanlı
- Samandağ
- Yayladağı

## Historie

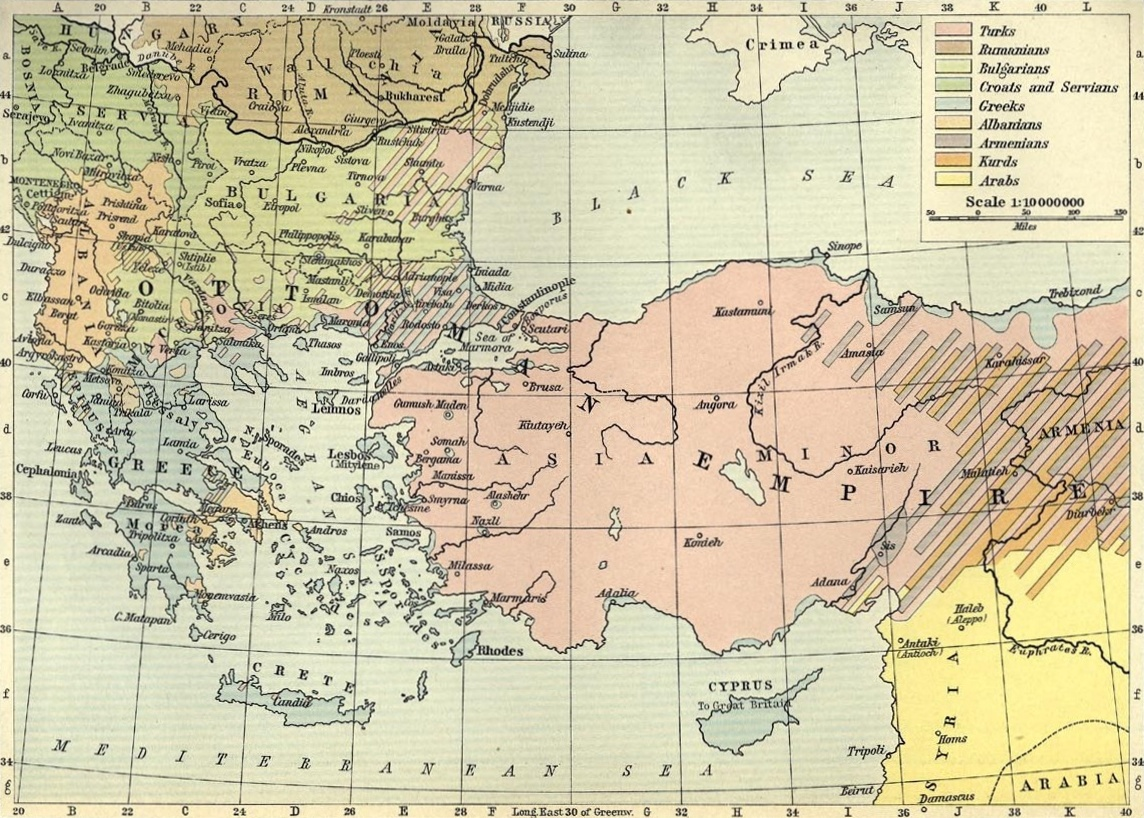
Etnické složení okolí Balkánu na počátku 20. století

Roku 1516 byla obsazena osmanskými vojsky sultána Selima I., v té době byla Antiochie středně velkým městem s rozlohou 2 km². 
Po první světové válce se území Hataye spolu s bývalou tureckou Sýrií dostalo pod francouzský mandát a v rámci Velké Sýrie se stalo autonomní oblastí. Šlo o národnostně a nábožensky smíšené území, největší menšinu tvořili Turci (asi 40 %).
2. září 1938 zde byla vyhlášena Hatayská republika, jejímž prezidentem se stal Tayfur Sökmen. Po lidovém referendu (jehož objektivita je zpochybňována) se stala tureckou provincií a 29. června 1939 ji Turecko oficiálně připojilo ke svému území. Značná část netureckého obyvatelstva poté emigrovala přes hranice do Sýrie. Jelikož v Evropě právě vypukla válka, Společnost národů se touto anexí nezabývala, a po válce byl stav velmocemi akceptován. Sýrie však legitimitu odtržení Hataye nikdy neuznala a vede o ni s Tureckem dlouhodobý spor.
Život v provincii byl vlivem její polohy silně ovlivněn propuknutím syrského konfliktu, proudí tudy turecké ozbrojené síly a uprchlické vlny. V únoru 2023 patřila provincie (ležící na zlomu litosférických desek) k oblastem těžce zasaženým zemětřesením na turecko-syrském pomezí.